# Nomia aurantifer
Nomia aurantifer är en biart som beskrevs av Cockerell 1910. Nomia aurantifer ingår i släktet Nomia och familjen vägbin. Inga underarter finns listade i Catalogue of Life.

## Bildgalleri

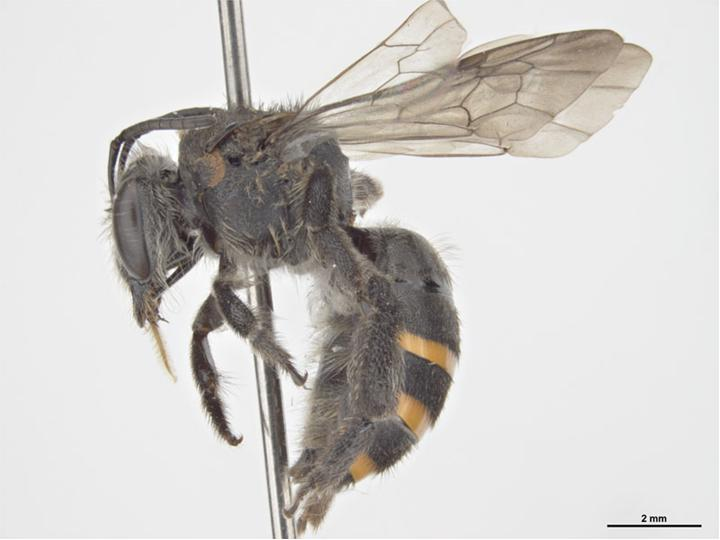